# Cere (Sveta Nedelja)
Pour les articles homonymes, voir Cere.
Cere (en italien : Cere) est une localité de Croatie située en Istrie, dans la municipalité de Sveta Nedelja, dans le comitat d'Istrie. En 2001, la localité comptait 32 habitants.

## Démographie
| 1948 | 1953 | 1961 | 1971 | 1981 | 1991 | 2001 |
| ---- | ---- | ---- | ---- | ---- | ---- | ---- |
| 50   | 66   | 78   | 39   | 28   | 32   | 32   |